# 銀座ブランスウィック (ゲイバー)
銀座ブランスウィック（ぎんざブランズウィック）は、日本のゲイ喫茶兼バー。

## 概要
戦後間もない頃、東京市京橋区銀座尾張町（現：東京都中央区銀座5丁目）に開店したゲイ喫茶兼バーである。
三島由紀夫の長編小説『禁色』に出てくるゲイ・バア「ルドン」のモデルになったといわれ、若き日の丸山明宏がボーイとして働いていた。ここのマスターは戦前もずっと昔に、銀座でカフェを経営していたことがあるとされる。
丸山の他、野坂昭如もボーイとして働き、作家・安部譲二は用心棒として雇われていた。店内の様子、当時の同性愛者の出会い模様などは、三島の「禁色」に詳しい。